# 莎拉·温恩-威廉姆斯
莎拉·温恩-威廉姆斯（英語：Sarah Wynn-Williams）是一位新西兰律师、公共政策专家和作家。她曾任Facebook全球政策總監。其著作《无心之人：一个关于权力、贪婪和失去理想主义的警世故事》在遭到Meta（前Facebook）的反对之下于2025年出版。

## 早年生活
温恩-威廉姆斯毕业于坎特伯雷大学，获得文学学士（B.A.）学位；后毕业于惠灵顿维多利亚大学，获得法学硕士学位。她十几岁时还曾遭到鲨鱼袭击。

## 职业生涯
她曾在万盛国际律师事务所（Mallesons Stephen Jacques，后合并至金杜律师事务所）执业。2002年至2007年，她担任新西兰政府的政策顾问。2007年至2011年，在新西兰驻华盛顿特区大使馆负责新西兰的政治事务和政府关系办公室。她还曾在樂施會（Oxfam International）工作。
威廉姆斯于Facebook的工作自2011年开始，后来成为其全球公共政策主管。Facebook于2017年以所谓“表现不佳和行为恶劣”之理由终止了威廉姆斯的雇佣关系。威廉姆斯表示，她认为这是因为她举报了其老板性骚扰行为而招致的报复。

### Careless People
她在2025年出版了一本关于她在Facebook职业生涯的书，《无心之人：一个关于权力、贪婪和失去理想主义的警世故事》。Meta（前Facebook）威胁其将采取法律行动，一位仲裁员禁止威廉姆斯宣传这本书。Meta正在试图强制执行一项互不贬损协议。Meta辩称，该书内容“已经过时”，不反映当前实践。
这被认为是史翠珊效应的示例之一，Meta的法律行动带来了更大的知名度，还提升了图书销量。
在《卫报》对这本书的评论中，斯图尔特·杰弗里斯表示，温恩-威廉姆斯对她在Facebook的任职经历叙述带有着“邪教氛围”，并强烈批评了internet.org和Facebook的公司领导层。

### 美國國會聽證會
2025年4月，温恩-威廉姆斯在美國參議院國土安全和政府事務委員會作證時表示，Meta創辦人祖克柏親自設計及實施臉書審查工具，只要貼文瀏覽次數超過一萬次，就會自動提交所谓「總編輯」（英語：chief editor）審查，這項工具曾在香港和台湾啟用。中国共产党官員曾測試這項工具，並給予「優化」建議。

## 著作
- Wynn-Williams, Sarah. . New York: Flatiron Books. 2025. ISBN 978-1-250-39123-0. OCLC 1504756807.[16][17][18][19][20][21]

## 注解
1. ↑  此书暂无中文译本，本条目的中文书名可能会与后续流行版本有所差异。